# Papirus 91
Papirus 91 (według numeracji Gregory-Aland), oznaczany symbolem {\displaystyle {\mathfrak {P}}^{91}} – wczesny grecki rękopis Nowego Testamentu, spisany w formie kodeksu na papirusie. Paleograficznie datowany jest na III wiek. Zawiera fragmenty Dziejów Apostolskich.

## Opis
Zachowały się dwa fragmenty jednej karty Dziejów Apostolskich (2,30-37; 2,46-3,2). Oryginalna karta miała rozmiary 14 na 25 cm. Tekst pisany jest w 30-34 linijkach na stronę, skryba miał rękę wprawioną w pisaniu dokumentów.
Nomina sacra pisane są skrótami. W Dz 2,36 stosuje staurogram.
Kurt Aland zaliczył go do sześciu wczesnych rękopisów Dziejów Apostolskich.

## Tekst
Tekst grecki rękopisu reprezentuje aleksandryjską tradycję tekstualną. Pickering twierdził, że nie zawiera żadnych zachodnich wariantów i reprezentuje aleksandryjską tradycję. Fragment jest jednak zbyt krótki, aby mieć pewność co do tekstualnego charakteru fragmentu.
- 2,33: skryba popełnia błąd transkrypcji ακουετε (you hear) na ακουεται (he heard) due to ε and αι being pronounced similarly when spoken.
- 2,36: Ισραηλ (Israel) zamienione na Ισστραηλ.
- 2,36: και (and) is omitted from after οτι (because/that).
- 2,36: Swaps κν αυτον και χρν (Master him and Christ/Messiah (Nomina sacra) to χρν [αυτον και κν] (Christ/Messiah him and Master (Nomina sacra)
- 2,46: μετελαμβανον (they were sharing) oddane jako μεταλαμβανον (they are sharing).
- 2,46: αφελοτητι (simplicity) oddane jako [αφελ]οτλοτητι.

## Historia
Nieznane jest miejsce pochodzenia rękopisu. Tekst rękopisu opublikowany został w 1982 roku. Aland umieścił go na liście rękopisów Nowego Testamentu, w grupie papirusów, dając mu numer 91.
Rękopis datowany jest przez INTF na III wiek. Comfort datuje na połowę albo koniec III wieku.
Paleograficznie jest podobny do P. Oxy. 654 oraz P. Florentine II 120, oba z połowy III wieku.
Cytowany jest w krytycznych wydaniach Nowego Testamentu (NA27).
Jeden z fragmentów przechowywany jest w bibliotece Uniwersytetu w Mediolanie (P. Mil. Vofl. Inv. 1224), drugi w Macquarie University (Inv. 360) w Sydney.